# Shūta Doi
Shūta Doi (japanisch 土居 柊太 Doi Shūta; * 29. Februar 1996 in Tokorozawa) ist ein japanischer Fußballspieler.

## Karriere
Doi erlernte das Fußballspielen in der Schulmannschaft der Hamamatsu Kaiseikan High School und der Universitätsmannschaft der Meiji-Universität. Seinen ersten Vertrag unterschrieb er 2018 beim FC Machida Zelvia. Der Verein spielte in der zweithöchsten Liga des Landes, der J2 League. Für den Verein aus Machida absolvierte er 83 Zweitligaspiele. Nach vier Jahren wechselte er im Februar 2022 zum Viertligisten Tōkyō Musashino United FC. Bis Juli 2023 stand er hier unter Vertrag und bestritt 13 Ligaspiele. Von August 2023 bis Januar 2024 war er vertrags- und vereinslos. Im Februar 2024 verpflichtete ihn der Fünftligist R.Velho Takamatsu. Mit dem Verein spielt er in der Shikoku Soccer League.